# Musson (Belgia)
Musson (wa. Grand Mson, lb. Ëmsong, hist. Emsong) – miejscowość i gmina w południowo-wschodniej Belgii, w Regionie Walońskim, w prowincji Luksemburg, w okręgu Virton. 1 stycznia 2024 roku liczyła 4668 mieszkańców. Leży nad rzeką Vire.  

## Podział administracyjny
W skład gminy wchodzi jedna dzielnica (section):
- Mussy-la-Ville (Mutzich)